# Vomécourt-sur-Madon
Vomécourt-sur-Madon ([vɔmeˈkuʁ syʁ maˈdɔ̃] ) ist eine französische Gemeinde mit 68 Einwohnern (Stand: 1. Januar 2022) im Département Vosges in der Region Grand Est. Sie gehört zum Arrondissement Neufchâteau (bis 2024 Épinal) und zum Gemeindeverband Mirecourt Dompaire. Die Bewohner werden Vomécourtois und Vomécourtoises genannt.

## Geografie
Die Gemeinde Vomécourt-sur-Madon liegt etwa 45 Kilometer südlich von Nancy und 30 Kilometer nordwestlich von Épinal, unweit der Grenze zum Département Meurthe-et-Moselle. Die nächstgelegenen Kleinstädte sind Mirecourt in neun und Charmes in zehn Kilometern Entfernung.
Der Mosel-Zufluss Madon bildet die westliche und südliche Gemeindegrenze. Südlich des Dorfes Vomécourt fließen die Bäche Hainvau und Xouillon in den Madon. Das 3,55 km² große Gemeindegebiet von Vomécourt umfasst einen Abschnitt des mittleren Madontales. Das Madonufer liegt auf 252 m; die umliegenden Hügel erreichen Höhen von 308 m (Les Arbures) bzw. 277 m (La Croix de Chenevy). Die höchste Erhebung im Gemeindegebiet bildet mit 317 m der Hautmont im Nordosten. Das Dorf Vomécourt zieht sich an einem nach Süden abfallenden Steilhang nahe dem rechten Ufer des Madon hin. Südöstlich des Dorfkerns ermöglichen nordwindgeschützte Lagen einen bescheidenen Anbau von Weinreben – eine Rarität im Département Vosges. Die nächsten größeren Weinbauareale findet man erst etwa 45 Kilometer weiter nordwestlich nahe Toul. Der Waldanteil am Gemeindegebiet von Vomécourt-sur-Madon beträgt ca. 15 % (Bois de Hey im Norden und Le Poirier Houé im Nordosten). Der weitaus größte Teil der Gemeindefläche besteht aus Acker- und Wiesenland. Nachbargemeinden von Vomécourt-sur-Madon sind Xaronval im Nordosten, Gircourt-lès-Viéville im Südosten, Bettoncourt im Süden, Ambacourt im Westen sowie Pont-sur-Madon im Nordwesten.

## Geschichte
Der Ort Volmeicurte oder auch Volmaricurte tauchte erstmals in Urkunden des 11. und 12. Jahrhunderts auf. Während des Mittelalters war Vomécourt Teil der Vogtei in Darney. Kirchlich war Vomécourt wie die Nachbarorte Xaronval, Pont-sur-Madon und Bettoncourt abhängig vom Kapitel Remiremont.
Den Zusatznamen -sur-Madon trägt die Gemeinde seit 1885, um sich unter anderem postalisch von der Gemeinde Vomécourt zu unterscheiden, die etwa 40 Kilometer östlich und ebenfalls im Département Vosges liegt.

### Bevölkerungsentwicklung
| Jahr      | 1962 | 1968 | 1975 | 1982 | 1990 | 1999 | 2006 | 2013 | 2022 |
| --------- | ---- | ---- | ---- | ---- | ---- | ---- | ---- | ---- | ---- |
| Einwohner | 54   | 50   | 41   | 54   | 69   | 73   | 70   | 69   | 68   |

Im Jahr 1821 wurde mit 119 Bewohnern die bisher höchste Einwohnerzahl ermittelt. Die Zahlen basieren auf den Daten von cassini.ehess und INSEE.

## Sehenswürdigkeiten
- Die romanische Kirche Saint-Martin entstand in der zweiten Hälfte des 11. Jahrhunderts. In der Mitte des 18. Jahrhunderts wurden kleinere Änderungen an der ursprünglichen Kirche vorgenommen, darunter die Vergrößerung der Fenster der Seitenschiffe. Weitere Restaurierungsarbeiten fanden in den Jahren 1911 und 1925 statt. Die Kirche ist als Monument historique geschützt.[4]

Kirche St. Martin
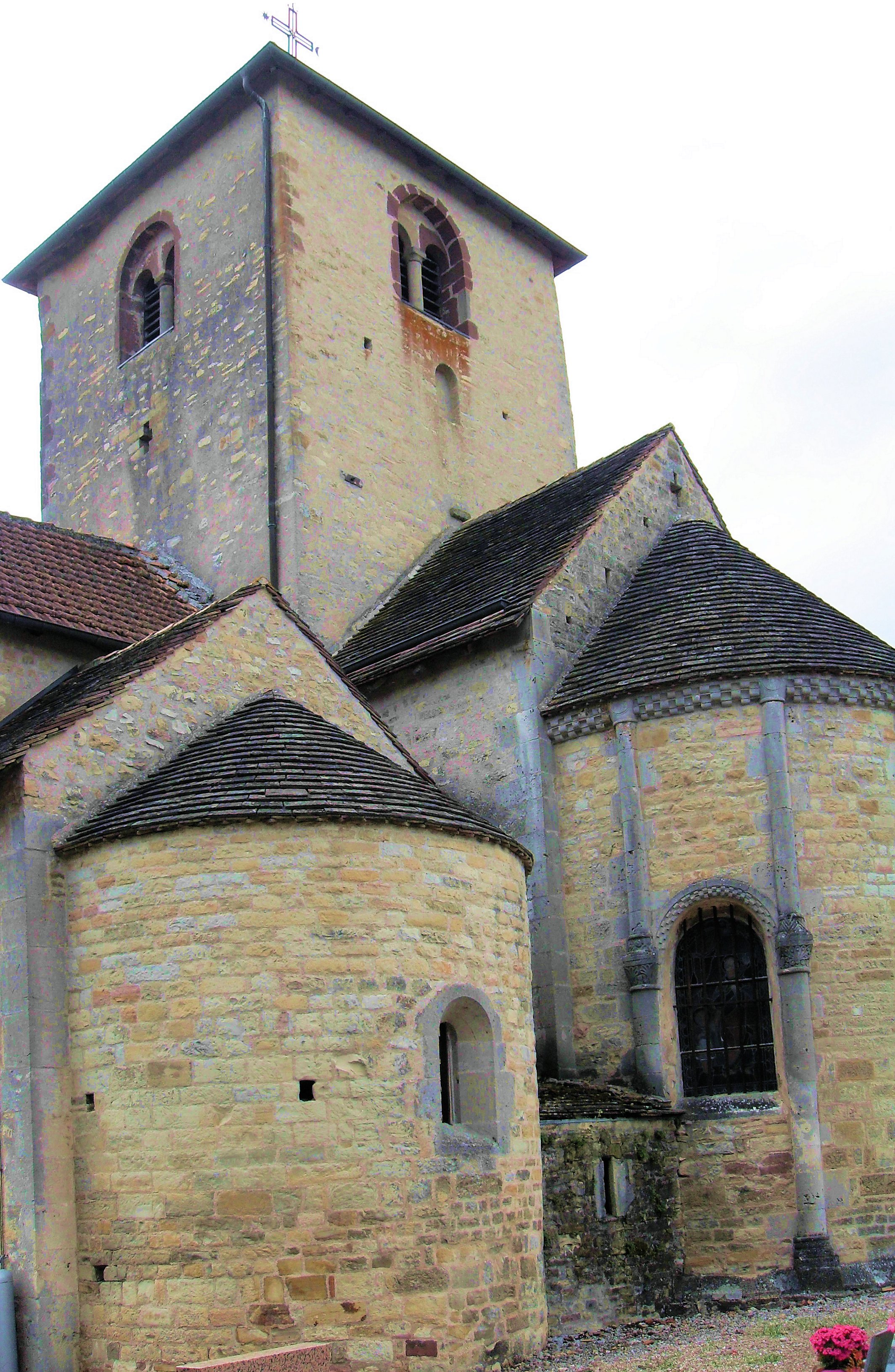
Nordseite
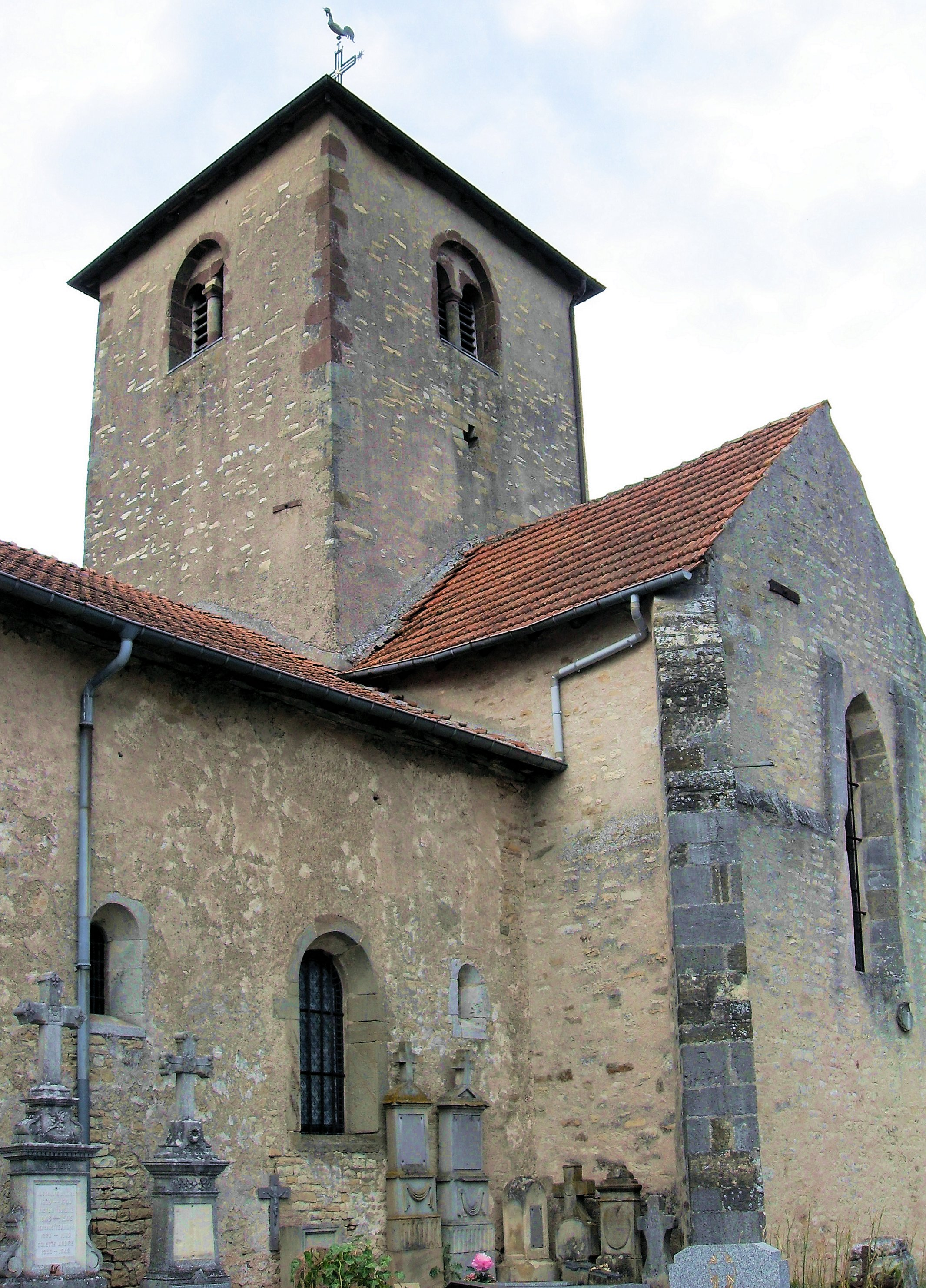
Ostseite
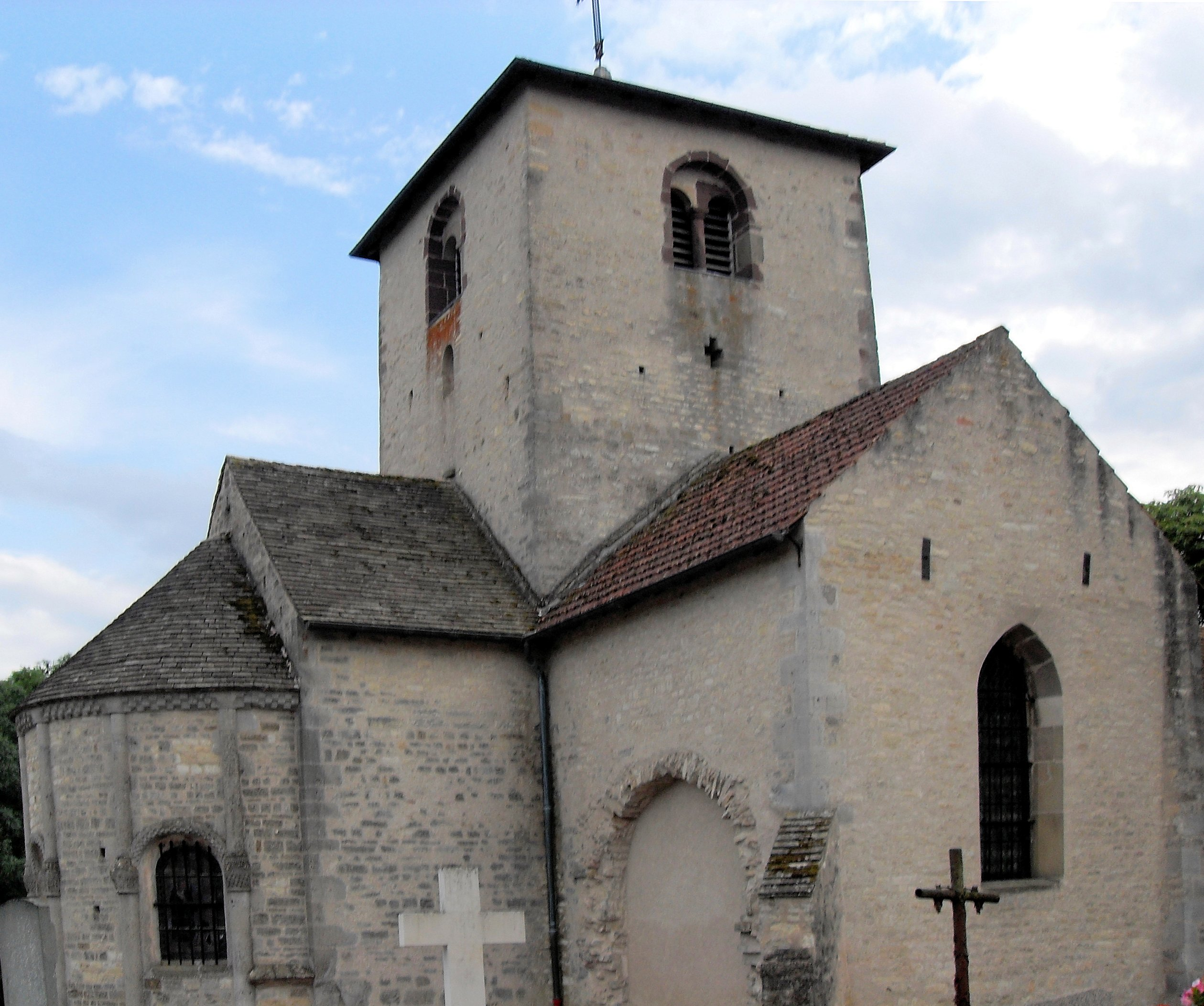
Südseite
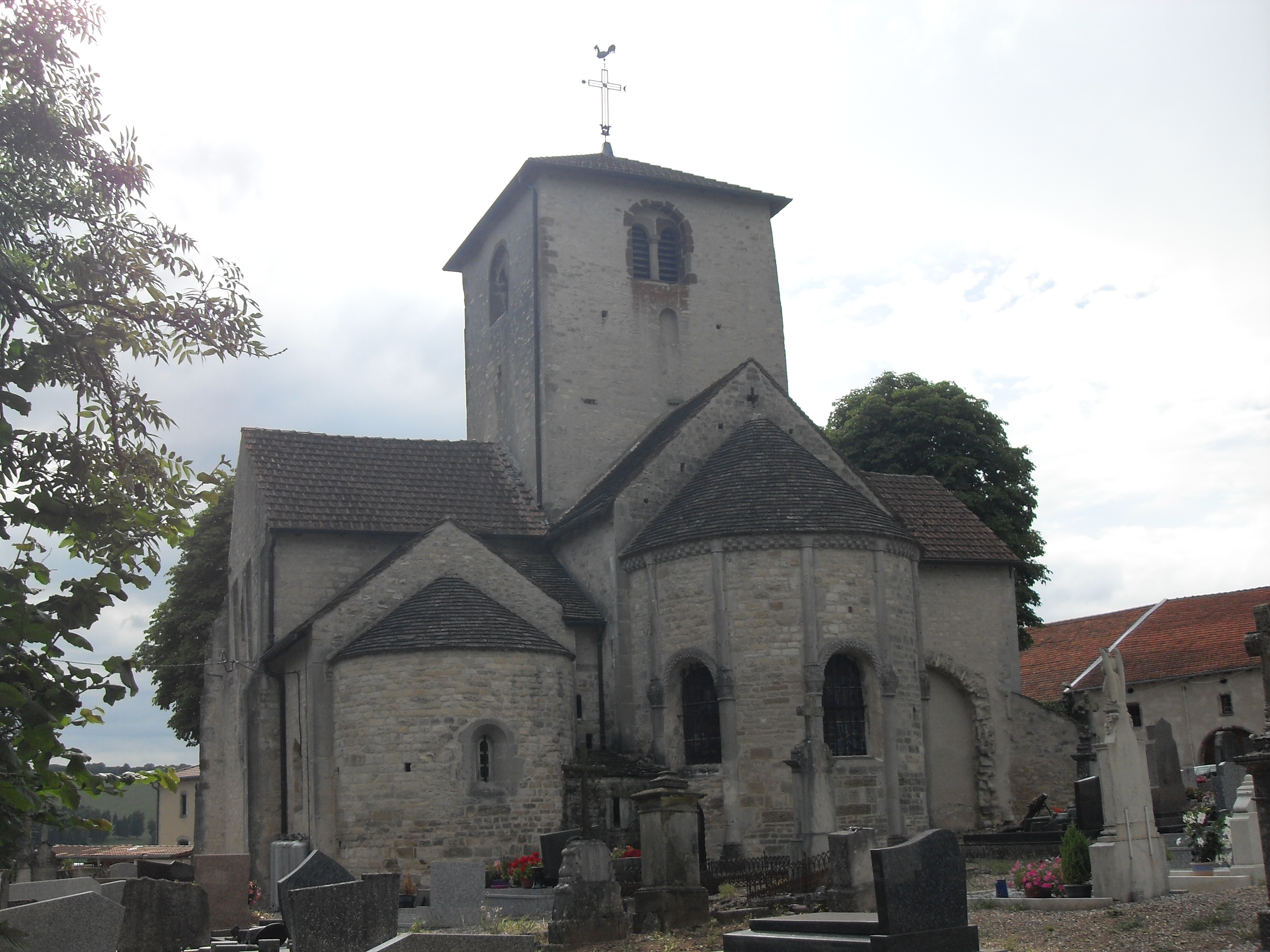
Westseite

## Wirtschaft und Infrastruktur
Vomécourt-sur-Madon konnte seinen Charakter als Bauerndorf erhalten. So leben bis heute die meisten Einwohner von der Landwirtschaft (insbesondere Getreide- und Futtermittelanbau sowie Tierhaltung).
Durch Vomécourt-sur-Madon führt die Fernstraße D 55 von Mirecourt nach Charmes mit einem Anschluss an die autobahnähnliche RN 57 (Metz–Nancy–Épinal). Der nächste Bahnhof befindet sich in der nahen Kleinstadt Mirecourt an der Bahnlinie Nancy–Dijon.

## Belege
1. ↑  Vomécourt-sur-Madon auf vosges-archives.com (Memento des Originals vom 19. August 2014 im Internet Archive)  Info: Der Archivlink wurde automatisch eingesetzt und noch nicht geprüft. Bitte prüfe Original- und Archivlink gemäß Anleitung und entferne dann diesen Hinweis. (PDF-Datei, französisch)
2. ↑  Vomécourt-sur-Madon auf cassini.ehess
3. ↑  Vomécourt-sur-Madon auf INSEE
4. ↑  Église St-Martin in der Base Mérimée des französischen Kulturministeriums (französisch)